# Hillél Fürstenberg
Hillél Fürstenberg (Harry Fürstenberg, héber betűkkel הלל פורסטנברג, izraeli angol átírással Hillel Fürstenberg, Berlin, 1935. szeptember 29. –) izraeli matematikus.
Kombinatorikával, számelmélettel, valószínűségszámítással, ergodelmélettel, csoportelmélettel foglalkozik. 1977-ben Szemerédi tételének ergodelméleti átfogalmazását, majd ennek alapján új bizonyítását adta.
1965 óta a Jeruzsálemi Héber Egyetem professzora, jelenleg mint professor emeritus.

## Díjai, kitüntetései
- az Izraeli Tudományos Akadémia tagja (1974)
- az amerikai National Academy of Sciences tagja (1989)
- Harvey-díj (1993)
- az American Academy of Arts and Sciences tagja (1995)
- Turán-emlékelőadás (2002)
- Matematikai Wolf-díj (2007)
- Abel-díj (2020)